# 쇼쇼니족

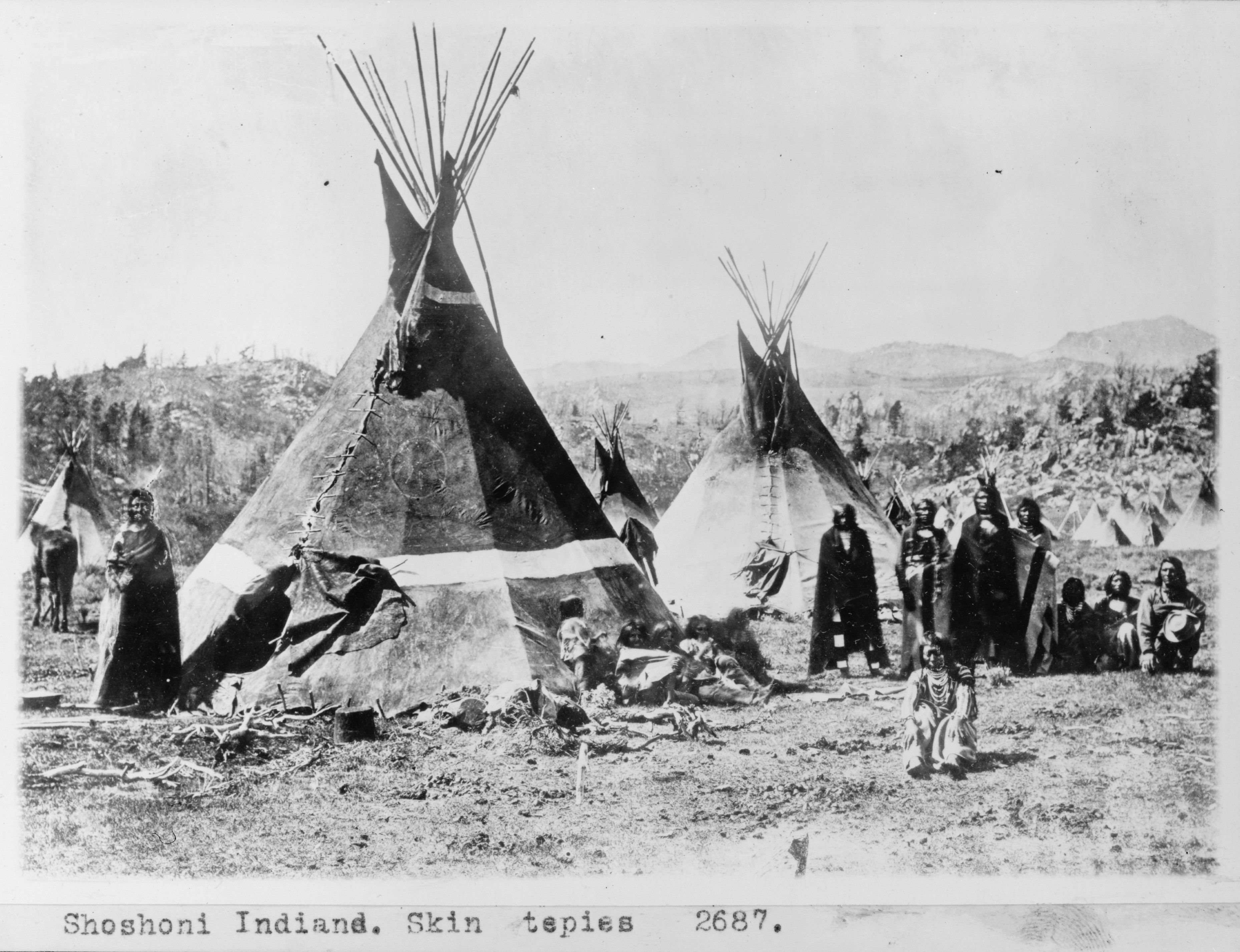

쇼쇼니(Shoshoni) 또는 쇼숀(Shoshone)은 미국 원주민 민족 가운데 하나이다. 문화와 언어에 따라서 크게 현 와이오밍 주에 사는 동쪽 쇼쇼니, 현 아이다호주 남동쪽에 사는 북쪽 쇼쇼니, 현 네바다 주와 유타주 북쪽에 사는 서쪽 쇼쇼니, 현 유타주 서쪽과 네바다주 동쪽에 사는 고슈트(Goshute) 등 넷으로 나뉜다.
쇼숀인은 예로부터 쇼쇼니어를 썼다. 쇼쇼니어는 유토아즈텍어족의 뉴믹파에 속한다. 인접한 다른 원주민 민족과 초기 미국인 탐험가들에게 '뱀 사람들'(Snake Indian)이라 불리기도 했다. 북쪽 파유트인과 함께 북아메리카 서부 대분지에서 오랫동안 융성했음을 미국 연방 정부에게서 인정받았다.

## 이름의 어원
'쇼쇼니'이라는 이름은 길게 자라는 풀을 뜻하는 쇼쇼니어 '소소니'에서 왔다. 소소니로 전통가옥을 지었기 때문에 이웃한 원주민 민족들은 이들을 '풀집 사람들'이라 불렀다. 쇼쇼니인들은 스스로를 '뉴'(Newe)라 칭한다. 뉴는 '사람'이라는 뜻이다.
메리웨더 루이스는 1805년에 '소소니라고도 하고 뱀 사람들이라고도 한다'고 적었다.

## 언어[2]
쇼쇼니어는 유토아즈텍어족의 중앙뉴믹파에 속한다.
오늘날 쇼쇼니어를 구사하는 사람들은 1,000명 남짓밖에 되지 않는다. 이들은 네바다 주부터 와이오밍 주까지 두루 흩어져 있다. 아동을 비롯한 쇼쇼니어 화자들이 가장 많이 거주하는 곳은 네바다 주와 아이다호주 경계에 걸친 덕 계곡 미국 원주민 보호구역과 유타 주에 있는 고슈트 보호구역이다.
아이다호 주립대학에서 쇼쇼니어 강의를 개설했다.

## 역사

### 유럽인들이 북아메리카로 이주하기 이전
쇼숀인은 북아메리카 서부 대분지(영어: Great Basin)에서 기원하여 북쪽과 동쪽으로 지금의 아이다호 주와 와이오밍 주가 있는 곳까지 퍼졌다. 1500년 즈음에 동쪽 쇼숀인 일부는 로키산맥을 넘어 대평원(영어: Great Plains)으로 갔는데, 1750년에 들어서 검은발, 까마귀, 라코타, 체예네, 아라파호인들에게 서쪽과 남쪽으로 쫓겨났다. 몇몇은 1700년 경 지금의 텍사스가 있는 곳으로 옮겨가 커맨치가 되었다.

### 원주민과 이민자들 사이의 갈등
1869년 중부와 서부를 잇는 첫 번째 대륙횡단 철도가 개통되면서 유럽인과 미국인들이 물밀듯이 서부로 이주하고, 원주민과 이주자 간에 갈등이 격화되었고, 이들은 1800년대 후반 내내 땅과 물자를 두고 전투를 벌였다. 포카텔로가 북쪽 쇼숀인을 이끌고 아이다호주 이민자들과 싸우기도 했다(나중에 아이다호 주에는 그를 기려 포카텔로 시가 들어섰다). 쇼숀인들은 사냥터에 이민자들이 자리를 잡아 식량난에 처하자 이민자들의 농장을 약탈하거나 그들을 공격하기도 했다.

### 대학살
끝없는 갈등과 다툼은 파국으로 치달았다. 1863년 미군이 겨울 야영지에 머무르던 북서쪽 쇼숀인 410명을 몰살했다. 이를 곰 강 대학살(영어: Bear River Massacre)이라 한다. 희생자 태반은 여성과 어린이를 비롯한 민간인이었다. 이 대학살로 죽은 410명은 쇼숀인이 미군에게서 입은 사망 피해 가운데 가장 큰 기록이다.

### 항전
사촌 격인 배녹인과 연합한 쇼숀인은 1864년부터 1868년까지 4년 간 미국 연방을 상대로 뱀 전쟁을 벌였다. 1878년에는 미군에도 맞서 싸웠지만(이를 배녹 전쟁이라 한다) 1876년 장미꽃봉오리 전투에서는 미군과 연합하여 오랜 앙숙 라코타와 체예네를 공격했다.
1879년, 로키산맥에서 양을 쳤기 때문에 '양을 먹는 이들'(영어: Sheepeater)이라 알려진 동쪽 쇼숀인 300명이 미국 원주민들의 미국을 상대로 한, 북아메리카 북서쪽 태평양 부근에서 일어난 마지막 전쟁 '양을 먹는 이들의 전쟁(영어: Sheepeater Indian War)에 합류했다. 이 전쟁은 주로 아이다호주 중부에서 전개되었다.
1911년 '마이크 다게트'(영어: Mike Daggett)라는 영어 이름을 쓴 쇼숀인 온돈갈테(쇼숀어: Ondongarte)가 지휘하는 소규모 배녹인 모임이 네바다주 와쇼 카운티에서 농부 네 명을 살해했다. 이에 이민자들은 민병대를 구성하고 그들을 추적하여 같은 해 2월 26일에 여덟 명을 살해했고 어린이 셋과 여자 하나를 생포했다. 이 과정에서 민병대원 에드 호글(영어: Ed Hogle)이 사망했다. 살아남은 성인 남성 셋, 성인 여성 둘, 청소년 남성 둘, 어린이 셋은 농부 한 명이 거둬들여 워싱턴 DC의 스미스소니언 학교에 진학시켰다. 그 시기 쓰인 기록으로 미루어 이들은 온돈갈테의 가족으로 짐작된다. 스미스소니언 학교는 1994년에 이들의 거처를 포트 홀 미국 원주민 보호구역으로 옮겼다.

### 현대
2008년 북서쪽 쇼숀인들은 곰 강 대학살이 일어난 곳 일대 부지를 얻었다. 이들은 성스러운 곳을 수호하고 자신들의 가장 아픈 역사를 기억하고자 기념관을 짓기로 하였다. 아이다호 주와 유타주 주지사와 미국 서부 문화유산 교육원(영어: American West Heritage Center)과 협력하여 쇼숀인들은 원주민 문화를 지키고 경제 수준을 높이려 노력하고 있다.

## 인구 변화
북쪽과 서쪽 쇼숀인들은 유럽과 미국 이주민들에게서 옮은 전염병과 전쟁으로 인구가 대폭 감소하여 1845년에는 그 수가 고작 4,500 명밖에 되지 않았다. 미국 원주민 사무국(영어: Bureau of Indian Affairs)이 1937년에 낸 통계에 따르면 북쪽 쇼숀인은 3,650 명이고 서쪽 쇼숀인은 1,201명이었다. 2000년에 실시된 인구조사에서는 쇼숀인이 약 12,000명으로 집계되었다.

## 분류
쇼숀인들은 출생지와 주식에 따라서 나뉜다.
- 동쪽 쇼숀인
  - 구춘데카(다른 이름: 쿠쿤티카, 버팔로를 먹는 이들)[1][6]
  - 투쿠티카(다른 이름: 투쿠데카, 양을 먹는 이들). 투쿠티카는 후에 북쪽 쇼숀에 합류했다.[6]
  - 보호이니(다른 이름: 폴호이니, 포호그웨, 샐비어 풀 사람들, 쑥쑥 자라는 풀 사람들)[1][6][7]
- 북쪽 쇼숀인
  - 레미(영어: Lehmi)(다른 이름: 아가이데카, 아가이디카, 아카이티카, 연어를 먹는 이들). 현 뱀 강(영어: Snake River)과 레미 계곡에 살았다.[7][8]
  - 도야히니(다른 이름: 산 사람들)[1]
  - 카메데카(다른 이름: 카미티카, 산토끼를 먹는 이들). 현 뱀 강과 유타 주에 있는 염수호에 살았다.[7]
  - 후쿤뒤카(다른 이름: 고슴도치풀 씨를 먹는 이들, 야생 밀을 먹는 이들). 카미티카의 이명일 가능성이 있다.[7][9]
  - 야한데카(다른 이름: 야칸디카, 마멋을 먹는 이들)[7][8]
- 서쪽 쇼숀인[9]
  - 쿠슈타(고슈트). 현 소금사막과 유타주 염수호에 살았다.
    - 삼나무 계곡(영어: Cedar Valley) 고슈트
    - 깊은 운하(영어: Deep Creek) 고슈트
    - 달리는 계곡(영어: Rush Valley) 고슈트
    - 해골 계곡(영어: Skull Valley) 고슈트
    - 애기부들 계곡(영어: Tooele Valley) 고슈트
    - 송어 운하(영어: Trout Creek) 고슈트

  - 쿠야티카(다른 이름: 쿠유디카, 쇠비름을 먹는 이들). 메리 강(영어: Mary's River), 현 네바다주 토끼풀 계곡(영어: Clover Valley)과 스미스 운하 계곡에 살았다.
  - 마하과뒤카(다른 이름: 로아사과 씨를 먹는 이들). 현 네바다주 루비 계곡에 살았다.
  - 파인퀴티카(다른 이름: 펜퀴티카, 물고기를 먹는 이들). 현 아이다호 주와 유타 주에 걸친 캐시 계곡에 살았다.
  - 파시아티카(다른 이름: 끝이 붉은 풀을 먹는 이들, 깊은 운하 고슈트). 깊은 운하 계곡, 영양 계곡에 살았다.
  - 티파티카(다른 이름: 잣을 먹는 이들). 최북단에 살았다.
  - 차이두카(다른 이름: 툴리(미국 남서부산 왕골류 수초)를 먹는 이들). 현 네바다주 고독한 계곡에 살았다.
  - 와타티카(다른 이름: 지네보리 씨를 먹는 이들). 현 네바다주 루비 계곡에 살았다.
  - 위임피티카(다른 이름: 버팔로 베리를 먹는 이들)